# Mediterraneo/Come l'acqua
Mediterraneo/Come l'acqua è un singolo di Mango del 1992, tratto dall'album Come l'acqua. 

## I brani

### Mediterraneo
Lato A del singolo. Composto assieme a Mogol, il paroliere l'ha definito «una delle canzoni più belle della mia vita» e «forse la più grande canzone che abbiamo scritto insieme». Nel 2005 il brano è stato inserito in Le storie di Mogol. È stato presentato dal cantautore in manifestazioni canore come Azzurro, Festivalbar e Vota la voce.
Il videoclip è stato girato a Lampedusa.
Irene Fargo ne ha fatto una cover nell'album Il cuore fa (2016).
Il 13 agosto 2019 Jovanotti ha interpretato il brano assieme ad Alborosie durante una tappa del Jova Beach Party a Policoro, in provincia di Matera.

### Come l'acqua
Lato B del singolo, è stato scritto sempre da Mango su testi di Mogol. Anche questo brano è stato presentato da Mango ad Azzurro e spesso proposto nei suoi concerti.